# سوآزا
سوآزا (انگلیسی: Suaza) نام شهری در کشور کلمبیا است.